# Lionel Heald
Sir Lionel Frederick Heald, QC, PC, född 1897, död 8 november 1981, var en brittisk advokat och konservativ politiker.
Vid 1950 års allmänna val valdes Heald till parlamentsledamot för Chertseys valkrets i Surrey. Han behöll den positionen fram till sin pensionering i samband med 1970 års allmänna val.